# Espedal
Espedal est une vallée et un hameau faisant partie de la municipalité de Fjaler situé dans le comté de Vestland en Norvège. Le hameau est situé à environ 12 km au sud-ouest du centre municipal, Dale, et à environ 8 km au sud-ouest du village de Flekke. La région appartient à la famille Espedal et est nommée d'après leur nom.
Espedal est présenté dans le documentaire de 2007 True Norwegian Black Metal qui traite principalement de la vie du musicien de black metal Kristian Espedal. Le hameau a souvent été confondu comme étant un village ; une idée fausse qui est renforcée par le documentaire.

## Personnalité connue
- Kristian Espedal connu sous le pseudonyme de Gaahl, chanteur de black metal.